# Beriev Be-112

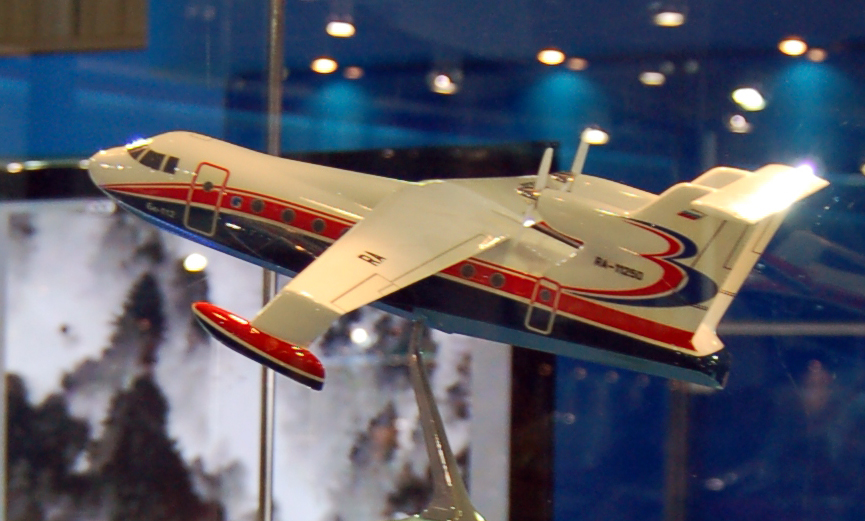

Beriev Be-112 là một mẫu máy bay lưỡng cư đề xuất với 2 động cơ, có thể chở 27 hành khách.

## Tính năng kỹchiến thuật(đề xuất)
Dữ liệu lấy từ http://www.beriev.com/eng/Be-112_e/be-112_e.html
Đặc điểm tổng quát
- Kíp lái: 2
- Sức chứa: 27
- Chiều dài: 17 m ()
- Sải cánh: 21,2 m ()
- Chiều cao: 5,2 m ()
- Động cơ: 2 × Pratt & Whitney Canada РТ6А-67R, 1424 ()  mỗi chiếc

 Hiệu suất bay 
- Vận tốc cực đại: 420 km/h
- Vận tốc hành trình: 370 km/h
- Tầm bay: 1.000 km ()